# CDawgVA
CdawgVA (* 26. Juli 1996 in Denbigh, Wales; bürgerlich Connor Marc Colquhoun) ist ein britischer Webvideoproduzent und Synchronsprecher. Er lebt in Japan.

## Karriere

### YouTube
Viele von Colquhouns Videos zeigen ihn als Cosplayer sowie bei Rollenspielen (unter anderem als Barkeeper, Diener, Pole-Tänzer und Musiker). Sein YouTube-Kanal gelangte zu großer Bekanntheit durch seine Faszination für Anime, wobei JoJo’s Bizarre Adventure sein Favorit ist.
Im November 2019 ist Colquhoun in den Nordwesten von Tokio gezogen, um dort für die zum Kadokawa-Konzern gehörende Agentur GeeXPlus zu arbeiten. Das Ziel dieser Zusammenarbeit ist es, die japanische Kultur, insbesondere Anime, weiterzuverbreiten und zu fördern. Im Februar 2020 gründete Colquhoun zusammen mit Joey Bizinger (The Anime Man) und Garnt Maneetapho (Gigguk) den wöchentlich erscheinenden Podcast Trash Taste, in welchem sie verschiedene Themen diskutieren, unter anderem Anime, Manga, die Otaku-Kultur und ihre Erfahrungen mit dem Leben in Japan. Die erste Folge erschien am 5. Juni 2020, alle bisher erschienenen Folgen sind auf den Plattformen YouTube, Spotify und iTunes verfügbar. Der Podcast trägt maßgeblich zum Erfolg von Colquhoun bei; dieser sowie seine weiteren Zusammenarbeiten mit anderen in Japan lebenden Youtubern haben dafür gesorgt, dass er nach 6 Jahren, am 9. Februar 2020, 1 Million Abonnenten hatte. Am 23. März 2021 erreichte er 2 Millionen Abonnenten.
Im Oktober 2020 erstellte Colquhoun seinen Zweitkanal namens ConnorDawg, auf welchen er größtenteils Streaminghighlights sowie Gameplay von seinem Twitch-Kanal hochlädt. Im Juni 2021 erstellte Colquhoun zusammen mit dem Youtuber Chris Broad (Abroad in Japan) die YouTube-Serie Chris & Connor’s Wacky Weekend. Die Moderation der Serie wechselt monatlich zwischen Colquhoun und Broad.
Die Videos werden von Toomas Lismus (Mudan) und Evan Guerrero (Evanit0) bearbeitet.

### Synchronsprecher
Colquhoun begann als Synchronsprecher parallel zu seiner YouTube-Karriere. Angefangen hat er mit Amateuraufnahmen und wenigen bezahlten Arbeiten. Als Colquhoun nach London zog, begann er professionelle Sprecherrollen anzubieten, hauptsächlich für Firmenvorstellungen und Werbung.
| Jahr | Title                                 | Rolle                                          | Quelle        |
| ---- | ------------------------------------- | ---------------------------------------------- | ------------- |
| 2012 | Dragon Ball Z Abridged                | Gashew, Spice                                  | [ 12 ]        |
| 2015 | Hunter x Hunter Abridged              | Satotz                                         | [ 13 ]        |
| 2015 | Hyrule Warriors: The Movie            | Volga                                          | [ 14 ]        |
| 2016 | Hellsing Ultimate Abridged            | Headmaster/Freud                               | [ 15 ]        |
| 2016 | One Minute Melee                      | Kenpachi Zaraki, J.A.R.V.I.S.                  | [ 16 ] [ 17 ] |
| 2016 | Chronexia and the Eight Seals         | Burly Guy                                      | [ 18 ]        |
| 2017 | Did You Know Anime?                   | Narrator/Himself                               | [ 19 ]        |
| 2019 | The Weeklings                         | Pie Day                                        | [ 20 ]        |
| 2019 | Age of Empires II: Definitive Edition | African Soldier                                | [ 21 ]        |
| 2020 | Popup Dungeon                         | Kraken Up, Mercenary, Rumor, Brevik, Zinfandel | [ 22 ]        |
| 2020 | Dragon and Weed: Origins              | Narrator, Lieutenant-General Gregson-Mitchell  | [ 23 ]        |

### Auftritte in anderen Medien
Neben YouTube betreibt Colquhoun auch einen Kanal auf Twitch und taucht in der Serie Netflix Anime auf.
Sowohl 2020 als auch 2021 war er Gastgeber der Crunchyroll Anime Awards.
Im August 2020 nahm Colquhoun an einem Turnier der Website Chess.com teil, speziell für Anime-Youtuber. Das Turnier, welches the Tournament Arc genannt wurde, wurde live auf Twitch übertragen. Colquhoun kam ins Finale, verlor jedoch gegen seinen Mitgastgeber des Trash-Taste-Podcast Garnt Maneetapho.